# Mark van Tongele
Mark van Tongele (Mechelen, 28 juni 1956 – Oostende, 23 maart 2023) was een Vlaams dichter en schrijver.

## Biografie
Mark van Tongele wijdde zich na een studie geneeskunde en een noodlottig ongeluk aan de poëzie.
In 1980 debuteerde Mark van Tongele met de dichtbundel Over leven en dood en wat daartussen zeilt binnen de Getijden-reeks uitgegeven door de Kofschip-Kring, Brussel. In 1987 verscheen de gedichtencyclus De zonnesynaps in de Poëziekrant, Gent, België. Tevens besteedde hij als een van de eersten aandacht aan digitale poëzie. In de loop van de jaren ontpopte hij zich als een ware taalvirtuoos. Van Tongele was een dichter van reeksen en cycli. Een obsessieve uitwerking van enkele thematische kernen, met steeds terugkerende sleutelelementen als de zon, het licht en de dood, vormde het DNA van deze poëzie. 
Naast een veertiental dichtbundels is zijn werk ook online te lezen op o.m. Poetry International en Lyrikline.

### Letteren
- Over leven en dood en wat daartussen zeilt (Brussel: Kofschip-Kring, 1980), poëzie
- Zij gedichten (Gent: Poëziecentrum, 1994), poëzie
- Vaderlatingen (Tielt: Uitgeverij Lannoo, 1997), poëzie
- Lopend licht (Tielt: Uitgeverij Lannoo, 2001), poëzie
- Ochtendrood en co (Tielt: Uitgeverij Lannoo, 2002), poëzie
- Taalwaterval (Tielt: Uitgeverij Lannoo, 2003), poëzie
- Luchthonger (Tielt: Uitgeverij Lannoo, 2004), poëzie
- Gedichten (Tielt: Uitgeverij Lannoo, 2005), verzamelde gedichten 1987-2004
- Met de plezierboot mee (Amsterdam, Antwerpen: Uitgeverij Atlas, 2007), poëzie
- Lichtspraak (Amsterdam, Antwerpen: Uitgeverij Atlas, 2008), poëzie
- Op hoop van zonnezegen (Amsterdam, Antwerpen: Uitgeverij Atlas, 2010), proza (essays, reisdagboek) & poëzie
- Ademruis (Amsterdam, Antwerpen: Uitgeverij Atlas Contact, 2011), poëzie
- De loeiende tier (Amsterdam, Antwerpen: Uitgeverij Atlas Contact, 2017), poëzie
- Roeivlucht (Amsterdam, Antwerpen: Uitgeverij Atlas Contact, 2021), poëzie

### Psychologie
- Bart Leroy, Mark van Tongele: De gedroomde slaap - Medisch advies voor een betere slaap (Tielt: Uitgeverij Lannoo, 1995), proza
- Bart Leroy, Mark van Tongele: De pijn voorbij - Medische raadgevingen om pijn te lijf te gaan (Tielt: Uitgeverij Lannoo, 1996), proza
- Bart Leroy, Mark van Tongele: Helpen bij depressie - Een gids voor depressieve mensen, hun omgeving en de hulpverleners (Tielt: Uitgeverij Lannoo, 1998), proza

- Bibliothèque nationale de France: cb156135006 (data)
- Digitale Bibliotheek voor de Nederlandse Letteren: tong001
- Gemeinsame Normdatei: 13641527X
- International Standard Name Identifier: 0000 0001 2137 6312
- Library of Congress Control Number: n2006029867
- Nederlandse Thesaurus van Auteursnamen: 068883129
- Système universitaire de documentation: 149784228
- Virtual International Authority File: 66790347